# عنخس إن بيبي الأولى
عنخس إن بيبي الأولى أو عنخس إن مري رع الأولى ، هي ملكة مصرية قديمة غير حاكمة أو زوجة ملك من الأسرة السادسة ، و قد كانت زوجة الملك بيبي الأول.

## حياتها
| D | a · xt | w |

و الشقيقتين عنخس إن بيبي الأولى و الثانية كانتا زوجتين لنفس الملك بيبي الأول ، و غالباً ما غيرتا اسميهما بعد الزواج بالملك ، و كلتا الملكتان أنجبتا خليفتين للملك على العرش ، فالأولى أنجبت الملك مرن رع الأول و الثانية أنجبت الملك بيبي الثاني الذي حكم بعد أخيه مرن رع الأول
و قد ذكرت عنخس إن بيبي الأولى مع شقيقتها في لوحة جنائزية أقامها أخوهما في أبيدوس، و كذلك في هرمها في نقش موجود الآن في برلين، و مرسوم ملكي في أبيدوس.

## ألقابها
تلقبت عنخس إن بيبي الأولى بالتالي:
- عظيمة صولجان حتس (المفضلة عند الملك).
- زوجة الملك.
- أم الملك.[3]

## مدفنها
لم يتم العثور على هرم أو مقبرة الملكة عنخس إن بيبي الأولى حتى الآن.

## مقالات متعلقة بها
حجر جنوب سقارة